# Sony Ericsson Z300
El Sony Ericsson Z300 es un móvil moderno con diseño en concha distribuido por Sony Ericsson en el año 2005
.

## Especificaciones
| Bandas           | GSM 900/1800                                                     |
| Peso             | 91g                                                              |
| Dimensiones      | 85,5 x 45 x 23 mm                                                |
| Pantalla         | STN LCD 65.536 colores (16 bit) 128 x 128 pixel                  |
| Pantalla Externa | 64 x 64 pixel monocromo                                          |
| Sonido           | Polifónico 32 voces                                              |
| Memoria          | 650 kB                                                           |
| Batería          | Li-ion 5,50 horas (conversación) 250 horas (10,42 días) (espera) |
| Colores          | Gris Gris plata / Morado amatista                                |
| Conectividad     | GPRS                                                             |
| Mensajería       | MMS SMS                                                          |
| Internet         | WAP 1.2.1                                                        |
| Carcasas         | Carcasas intercambiables Style-Up                                |

- Wikimedia Commons alberga una galería multimedia sobre Sony Ericsson Z300.

- Datos: Q584339
- Multimedia: Z300i / Q584339